# Inga Češulienė
Inga Češulienė (* 14. Februar 1986 in Vilnius als Inga Čilvinaitė) ist eine ehemalige litauische Radrennfahrerin, die im Straßenradsport aktiv war.

## Sportlicher Werdegang
2005 wurde Inga Češulienė erstmals litauische Meisterin im Straßenrennen. Ihre internationale Karriere begann sie 2009 im Team Safi-Pasta Zara, bei dem sie bis 2013 blieb. 2010 erzielte sie ihren ersten internationalen Sieg mit einem Etappenerfolg bei der Trophée d’Or Féminin. 2013 feierte sie bei der Vuelta Ciclista a Costa Rica den einzigen Rundfahrtsieg ihrer Karriere. Ebenfalls 2013 wurde sie erstmals litauische Meisterin im Einzelzeitfahren
Zur Saison 2014 wechselte Češulienė zum Team RusVelo. Bei der Vuelta a El Salvador 2014 wurde sie positiv auf Octopamin getestet und wegen Dopings gesperrt. Erst 2015 kehrte sie in den Radsport zurück. 2020 und 2021 wurde sie nochmals litauische Meisterin im Straßenrennen, 2021 und 2022 auch im Einzelzeitfahren. 2021 und 2022 fuhr sie mit dem Team Aromitalia Basso Bikes Vaiano nochmals für ein internationales Radsportteam, blieb aber international ohne eine einzige Top-10-Platzierung.
Nach der Saison 2022 beendete Češulienė im Alter von 36 Jahren ihre Karriere im Radsport.

## Erfolge
2005
- Litauische Meisterin – Straßenrennen

2010
- eine Etappe Trophée d’Or Féminin

2012
- Litauische Meisterin – Straßenrennen
- eine Etappe Giro della Toscana Femminile

2013
- Litauische Meisterin – Einzelzeitfahren
- Gesamtwertung, zwei Etappen und Bergwertung Vuelta Ciclista a Costa Rica

2020
- Litauische Meisterin – Straßenrennen

2021
- Litauische Meisterin – Straßenrennen und Einzelzeitfahren

2022
- Litauische Meisterin – Einzelzeitfahren